# Heini Hemmi
Heini Hemmi (* 17. Januar 1949 in Churwalden) ist ein ehemaliger Schweizer Skirennfahrer. Er gewann im Skiweltcup vier Riesenslalomrennen und in der Saison 1976/77 auch die kleine Kristallkugel für den Gewinn des Disziplinenweltcups. Der grösste Erfolg war der Gewinn der Goldmedaille im Riesenslalom bei den Olympischen Winterspielen 1976 in Innsbruck. Sein jüngerer Bruder Christian Hemmi war ebenfalls Skirennfahrer.

## Biografie
Hemmi gehörte ab 1969 der Schweizer Nationalmannschaft an. Die ersten Punkte in einem Weltcuprennen gewann er am 11. Januar 1970, als er beim Lauberhorn-Slalom in Wengen auf den fünften Platz fuhr. Neun Tage später verbesserte er sich im Riesenslalom von Kranjska Gora auf den vierten Platz. In den Saisons 1970/71 und 1971/72 resultierte nur je ein zählbares Ergebnis. Aus diesem Grund verpasste er auch die Qualifikation für die Olympischen Winterspiele 1972. In den Jahren 1973 und 1974 konnte er sich nie in den Punkterängen klassieren. Oft fiel Hemmi, der wegen seiner kleinen Statur zu einer risikoreicheren Fahrweise gezwungen war, im zweiten Lauf weit zurück oder schied aus, weshalb er den Spitznamen «Sturzenegger» erhielt. Allerdings konnte er 1974 den ersten von insgesamt fünf Schweizer Meistertiteln erringen.
Eine deutliche Aufwärtstendenz war ab der Saison 1974/75 erkennbar. Hemmi erzielte fünf Ergebnisse unter den besten zehn und stand am 2. März 1975 als Zweiter des Riesenslaloms am Mount Garibaldi erstmals auf dem Podest. Obwohl er zu Beginn der Saison 1975/76 wiederum drei Top-10-Ergebnisse vorzuweisen hatte, gehörte Hemmi vor den Olympischen Winterspielen 1976 nicht zum Favoritenkreis. Auf der Axamer Lizum bei Innsbruck gewann er jedoch überraschend die Goldmedaille im Riesenslalom, vor Ernst Good und Ingemar Stenmark; nach dem ersten Lauf hatte er noch auf dem dritten Zwischenrang gelegen. Der Olympiasieg galt gleichzeitig als Weltmeistertitel. Diesen Erfolg konnte Hemmi am 18. März 1976 am Mont Sainte-Anne mit seinem ersten Weltcupsieg bestätigen. Darüber hinaus wurde er zum Sportler des Jahres in der Schweiz gewählt.
In der Saison 1976/77 fuhr Hemmi auf konstant hohem Niveau. Er gewann drei weitere Weltcup-Riesenslaloms: in Val-d’Isère, in Ebnat-Kappel und am Chuenisbärgli in Adelboden. Hinzu kamen zwei zweite Plätze und ein dritter Platz. So konnte er die Riesenslalom-Disziplinenwertung für sich entscheiden. Er hatte ebenso wie Stenmark 115 Punkte erreicht, die höhere Zahl an Streichresultaten war dann dafür entscheidend, dass er diese «kleine Kristallkugel» alleine gewann. In der Gesamtwertung belegte er den siebten Platz. Weniger erfolgreich war Hemmi im Winter 1977/78; am Ende der Saison standen je drei zweite und vierte Plätze zu Buche. Ebenfalls den vierten Platz erzielte er im Riesenslalom bei den Weltmeisterschaften 1978 in Garmisch-Partenkirchen. Ähnlich verlief die Saison 1978/79, in der Hemmi zwar wiederum keinen Sieg feiern konnte, aber je einmal Zweiter und Dritter sowie dreimal Vierter wurde. Am Ende der Saison erklärte er den Rücktritt vom Spitzensport.
Der gelernte Maurer Hemmi gründete im Jahr 1984 das Handelsunternehmen Heval (der Unternehmensname setzt sich zusammen aus dem Nachnamen und seinem Wohnort Valbella). Das Unternehmen vertreibt Absperrungen, Fangnetze, Torstangen und sonstiges Zubehör für die Durchführung von Skirennen. 2007 verkaufte er es an Michael Bont, der bis dahin Cheftrainer des finnischen Frauen-Nationalteams gewesen war. Hemmi präsidierte danach den Verein Weltcup Lenzerheide, der für die Organisation der Weltcuprennen in der Lenzerheide zuständig ist, und ist heute Ehrenmitglied.
Als bekannte Persönlichkeit suchte er eine Möglichkeit, dem Rummel zu entfliehen und fand zum Fischen.
Sein Hobby brachte ihn auch nach Alaska und führte dazu, dass Heini Hemmi 2011 begann, in Valbella erfolgreich Wildlachs zu vertreiben. 
Sein Sohn Gianin hat «Hemmi Wildlachs» 2020 übernommen.

## Erfolge

### Olympische Spiele
- Innsbruck 1976: 1. Riesenslalom

### Weltmeisterschaften
- Gröden 1970: 11. Slalom
- Innsbruck 1976: 1. Riesenslalom
- Garmisch-Partenkirchen 1978: 4. Riesenslalom

### Weltcupwertungen
Heini Hemmi gewann einmal die Disziplinenwertung im Riesenslalom.
| Saison  | Gesamt | Gesamt | Riesenslalom | Riesenslalom | Slalom | Slalom |
| Saison  | Platz  | Punkte | Platz        | Punkte       | Platz  | Punkte |
| ------- | ------ | ------ | ------------ | ------------ | ------ | ------ |
| 1969/70 | 27.    | 21     | 16.          | 11           | 22.    | 10     |
| 1970/71 | 45.    | 3      | –            | –            | 25.    | 3      |
| 1971/72 | 45.    | 2      | –            | –            | 23.    | 2      |
| 1974/75 | 17.    | 45     | 6.           | 45           | –      | –      |
| 1975/76 | 19.    | 41     | 9.           | 39           | 23.    | 2      |
| 1976/77 | 7.     | 133    | 1.           | 115          | 21.    | 3      |
| 1977/78 | 8.     | 60     | 4.           | 82           | –      | –      |
| 1978/79 | 23.    | 60     | 4.           | 86           | –      | –      |

### Weltcupsiege
Hemmi errang 4 Weltcupsiege; hinzu kommen 7 zweite Plätze und 2 dritte Plätze.
| Datum             | Ort              | Land       | Disziplin    |
| ----------------- | ---------------- | ---------- | ------------ |
| 18. März 1976     | Mont Sainte-Anne | Kanada     | Riesenslalom |
| 12. Dezember 1976 | Val-d’Isère      | Frankreich | Riesenslalom |
| 2. Januar 1977    | Ebnat-Kappel     | Schweiz    | Riesenslalom |
| 24. Januar 1977   | Adelboden        | Schweiz    | Riesenslalom |

### Sonstiges
- 5 Schweizer Meistertitel: Riesenslalom 1974, 1975 und 1978; Slalom 1973 und 1976
- Schweizer Sportler des Jahres 1976